# 山本理沙
山本 理沙（やまもと りさ、1968年7月7日 - ）は、大阪府出身の元歌手、女優。

## 来歴・人物
中学生時代は札幌市に在住。その当時にテレビの子供番組のアシスタントをしていたところが芸能プロダクションの目に留まったことがきっかけとなって芸能界入り。1984年から本名の諏佐理恵子で大映テレビドラマに連続出演。1985年、山本理沙に改名し1985年11月21日「11月の夏」でバップより歌手デビュー。キャッチフレーズは「理沙に出会えた１７才。君はすべてが美しい・・・」。
1986年にゴールデンの『セーラー服反逆同盟』（日本テレビ系列）でレギュラー出演を果たす。
映画『クレイジーボーイズ』では眉毛も剃り演技した。
2016年2月17日、歌手時代の全リリース音源収録ベストＣＤ盤「You're In+12 コンプリート・コレクション」を発売。ほとんどの曲が初ＣＤ化。

## 出演

### バラエティ番組
- チャーム・ミントタイム
- PEEK A BOO
- サニーサイド7

### ラジオ
- ハートフル・ポップス（FMとやま）[2]

### テレビドラマ
- 不良少女とよばれて（1984年） - 二宮八千代 役
- スクールウォーズ（1984年） - 杉本清美 役
- スタア誕生（1985年） - 大島善子 役
- ポニーテールは振り向かない（1985年 - 1986年）
- 青いメビウス（1986年） - 浅野あすか 役

「PEEK A BOO」内で展開されたミニドラマ、4部作の総集編も放映された
- 続・青いメビウス

「PEEK A BOO」内で展開されたミニドラマ、1話完結の総集編も放映された
- セーラー服反逆同盟（1986年 - 1987年） - 弓削ルリ 役
- 瑠璃彩夢物語（1987年） - 桂木麻美 役
- あぶない刑事 第40話「温情」（1987年7月、日本テレビ） - 田代千香子 役
- ノンちゃんの夢（1988年、NHK連続テレビ小説）

### 映画
- 女咲かせます（1987年） - 三枝薫 役
- クレイジーボーイズ（1988年） - 原田加奈子 役

### CM
- 藤沢薬品工業「ソフィット」
- サンヨー食品「カップ焼きそば」
- ロート製薬「メンソレータムキャンパスキャピキャピ」・「薬用キャンパスリップ」

## ディスコグラフィ

### シングル
1. 11月の夏（1985年11月21日）
（c/w） 13日の金曜日
2. 小悪魔 ブラックムーンの雫（1986年03月19日）「PEEK A BOO」内ミニドラマ『青いメビウス』エンディング・テーマ
（c/w） 雨のモノローグ
3. 恋する素敵（1986年07月21日）ロート製薬「キャンパスキャピキャピ」CMソング
（c/w） SHOCK！
4. Lonely Lion（1986年11月21日）『セーラー服反逆同盟』挿入歌
（c/w） 淋しい自由
5. キープ・ミー・ハンギン・オン（1987年04月21日）『瑠璃彩夢物語』エンディング・テーマ
（c/w） 吐息のナイフ
6. キープ・ミー・ハンギン・オン（EXTENDED RISA VERSION）（1987年07月21日）（12インチ・シングル）
（c/w） 吐息のナイフ（EXTENDED RISA VERSION）

### アルバム
You're In（1986年05月21日）
- 揺れてVibration
- DANCEで傷つけて
- スロウ・シーンの行方
- IN
- さよならは秋の気配に
- おしゃれなパラダイス
- 愛にひとりぼっち
- インタビュー
- 11月の夏
- もういちど

You're In+12 コンプリート・コレクション (2016年02月17日)
アルバム初CD化+全発売シングル初CD化+12インチシングル初CD化+未発売ソノシートシングル初CD化
disc1
- 揺れてVibration
- DANCEで傷つけて
- スロウ・シーンの行方
- IN
- さよならは秋の気配に
- おしゃれなパラダイス
- 愛にひとりぼっち
- インタビュー
- 11月の夏
- もういちど

disc2
- 13日の金曜日
- 小悪魔～ブラック・ムーンの雫～
- 雨のモノローグ
- 恋する素敵
- SHOCK!
- Lonely Lion
- 淋しい自由
- キープ・ミー・ハンギン・オン
- 吐息のナイフ
- キープ・ミー・ハンギン・オン[EXTENDED RISA VERSION]
- 吐息のナイフ[EXTENDED RISA VERSION]
- YES MY SONG

### その他
- Yes My Song (テレビ新潟放送網（TeNY(旧TNN)）イメージソング)